# 尊観法親王
尊観（そんかん、貞和5年/正平4年（1349年）- 応永7年10月24日（1400年11月10日））は、南北朝時代の時宗の僧。父は亀山天皇の皇子常盤井宮恒明親王。
ただし、恒明親王の子とする系譜は後世の創作であるとする研究者もいる。

## 経歴
- 1360年（延文5年・正平15年）に出家して鎌倉清浄光寺に住する。
- 1369年（応安2年・正平24年）摂津国兵庫真光寺住職。
- 1377年（永和3年・天授3年）出羽国山形光明寺住職。
- 1385年（至徳2年・元中2年）甲斐国府中一蓮寺住職。
- 1387年（嘉慶元年・元中4年）相模国遊行寺12世を継ぐ。
- 1396年（応永3年）文観房弘真による後醍醐天皇の肖像画『絹本著色後醍醐天皇御像』を、真言宗醍醐派の二品杲尊法親王から相承する。
- 同年 山城国京都で後小松天皇に謁見、以降、歴代遊行上人は南朝門流として宮中へ自由に参内できる許可を得る。
- 1400年（応永7年）長門国下関市専念寺にて示寂。

## 墓所
- 山口県下関市　専念寺